# Chiopris-Viscone
Chiopris-Viscone é uma comuna italiana da região do Friuli-Venezia Giulia, província de Udine, com cerca de 659 habitantes. Estende-se por uma área de 9 km², tendo uma densidade populacional de 73 hab/km². Faz fronteira com Cormons (GO), Medea (GO), San Giovanni al Natisone, San Vito al Torre, Trivignano Udinese.

## Demografia
| Variação demográfica do município entre 1861 e 2011                               |
|                                                                                   |
| Fonte: Istituto Nazionale di Statistica (ISTAT) - Elaboração gráfica da Wikipedia |